# NMC (bedrijf)
NMC, voluit Noël-Marquet & Cie, is een industrieel bedrijf in België met het hoofdkantoor in Eynatten. In 1950 werd NMC door Gert Noël en zijn vrouw Odette opgericht in Eupen.

## Geschiedenis
Het bedrijf was aanvankelijk gevestigd aan het marktplein, in het centrum van Eupen. In 1959 verhuisde NMC naar de Hochstraße naar een gebied dat door meer gebiedsaankopen verder uitgebreid werd. Eind 1982 was er de gelegenheid om het leegstaande gebouw van Chocolade Jacques in Eynatten te verkrijgen. Hierheen verplaatste men het hoofdkantoor.

## Beschrijving
NMC is een internationaal opererende onderneming op het gebied van ontwikkeling, productie en verkoop van schuimrubber. Er zijn ongeveer 1500 werknemers in dienst en er zijn 16 vestigingen in Europa. In 2019 had NMC een totale omzet van 285 miljoen euro.